# Lima (rzeka)
Lima – rzeka w Hiszpanii i Portugalii o długości 108 km. Źródła rzeki znajdują się w Hiszpanii na stokach góry Talariño, w prowincji Ourense. Ujście rzeki znajduje się w Portugalii w dystrykcie Viana do Castelo.